# Historia Francorum
La Historia Francorum ("Storia dei franchi") è un'opera in dieci libri, scritta da Gregorio di Tours.

## Contenuto
I libri dal I al IV raccontano la storia del mondo dalla creazione alla cristianizzazione della Gallia, alla conversione dei franchi, alla conquista della Gallia da parte di Clodoveo e alla storia dei sovrani franchi fino alla morte di Sigeberto nel 575. I libri V e VI si chiudono con la morte di Chilperico nel 584, che viene descritto impietosamente da Gregorio a causa delle tensioni esistenti tra i merovingi. La terza parte, che va dal libro VII al X, arriva fino all'anno 591. Un epilogo a quest'opera fu scritto nel 594, l'anno della morte di Gregorio.

## Descrizione
Lo stile letterario tardo-latino è incerto, sgrammaticato e barbarico, tuttavia è pieno di vitalità e contiene numerosi termini franchi e germanici. È la principale fonte contemporanea per la storia merovingia. L'opera - come ovvio - non è del tutto obiettiva, risentendo del fatto che i merovingi erano suoi patroni, e i limiti concettuali sono ben dimostrati dalla sua forte presa di posizione contro l'Arianesimo (ancora assai radicato tra i Visigoti), che lo condusse a esprimere dettagliatamente nella sua Historia la sua fede di cristiano fedele a Roma nel descrivere la natura di Cristo.
Inoltre non manca di ridicolizzare i pagani e gli ebrei per esaltare la posizione della Chiesa romana. Ad esempio, nel II libro (capitoli 28-31), egli descrive i pagani come incestuosi e deboli, descrivendo come assai migliore la vita di Clodoveo una volta abbandonato l'ancestrale paganesimo e abbracciata la fede di Cristo.

## Edizioni italiane
- Massimo Oldoni (a cura di), La Storia dei Franchi, collana Collezione Scrittori greci e latini, I (Libri I-V), Roma-Milano, Fondazione Lorenzo Valla-Mondadori, 1981.
- Massimo Oldoni (a cura di), La Storia dei Franchi, collana Collezione Scrittori greci e latini, II (Libri VI-X), Roma-Milano, Fondazione Lorenzo Valla-Mondadori, 1981.
- Massimo Oldoni (a cura di), Storia dei Franchi. I libri dieci delle Storie, collana Nuovo Medioevo, Napoli, Liguori, 2001.